# Primera División de Costa Rica 2006/07
Die Saison 2006/07 war die 88. Auflage der Primera División de Costa Rica, der höchsten costa-ricanischen Fußballliga. Die Meisterschaft wurde im Apertura-Clausura-Modus gespielt. Saprissa gewann den 25. Meistertitel in der Vereinsgeschichte.

## Austragungsmodus
Die Saison 2006/07 wurde im Apertura-Clausura-System gespielt. Am Ende der Saison trafen der Apertura- und der Clausuragewinner aufeinander, um den Meister auszuspielen. Außerdem wurde eine Gesamttabelle erstellt, um den Absteiger zu ermitteln.
Apertura und Clausura wurden im folgenden Modus gespielt:
- Die zwölf teilnehmenden Vereine wurden in zwei Gruppen A und B aufgeteilt.
- Innerhalb jeder Gruppe trafen die Vereine einmal zuhause und einmal auswärts aufeinander, gegen die Vereine der anderen Gruppe gab es jeweils ein Spiel. Insgesamt ergaben sich so 16 Spiele pro Team.
- Pro Gruppe qualifizierten sich die ersten vier Mannschaften für die Playoffs, die - beginnend mit dem Viertelfinale - in Hin- und Rückspielen ausgetragen wurden.

## Endstand

### Apertura

#### Gruppe A
| Pl.             | Verein               | Sp. | S  | U | N  | Tore  | Diff. | Punkte |
| --------------- | -------------------- | --- | -- | - | -- | ----- | ----- | ------ |
| 01              | LD Alajuelense       | 16  | 10 | 2 | 4  | 28:15 | 13    | 32     |
| 02              | Puntarenas FC        | 16  | 8  | 3 | 5  | 29:19 | 10    | 27     |
| 03              | CS Herediano         | 16  | 6  | 5 | 5  | 21:12 | 9     | 23     |
| 04              | AD San Carlos (N)    | 16  | 5  | 5 | 6  | 17:20 | −3    | 20     |
| 05              | AD Municipal Liberia | 16  | 3  | 3 | 10 | 15:38 | −23   | 12     |
| 06              | AD Santacruceña      | 16  | 1  | 3 | 12 | 9:30  | −21   | 6      |
| Stand: Endstand |                      |     |    |   |    |       |       |        |

#### Gruppe B
| Pl.             | Verein                     | Sp. | S | U | N | Tore  | Diff. | Punkte |
| --------------- | -------------------------- | --- | - | - | - | ----- | ----- | ------ |
| 01              | CD Saprissa (M)            | 16  | 8 | 5 | 3 | 29:17 | 12    | 29     |
| 02              | AD Municipal Pérez Zeledón | 16  | 8 | 4 | 4 | 20:15 | 5     | 28     |
| 03              | CS Cartaginés              | 16  | 7 | 3 | 6 | 22:25 | −3    | 24     |
| 04              | Brujas FC*                 | 16  | 8 | 4 | 4 | 20:13 | 7     | 23     |
| 05              | AD Carmelita               | 16  | 4 | 6 | 6 | 21:20 | −1    | 18     |
| 06              | AD Santos de Guápiles      | 16  | 4 | 5 | 7 | 15:22 | −7    | 17     |
| Stand: Endstand |                            |     |   |   |   |       |       |        |

| * | Brujas wurden wegen Nichterreichen der notwendigen Spielminuten von U-21-Spielern 5 Punkte abgezogen. |

#### Viertelfinale
| Gruppenvierter/-dritter | Gesamt          | Gruppenerster/-zweiter     | Hinspiel | Rückspiel |
| ----------------------- | --------------- | -------------------------- | -------- | --------- |
| AD San Carlos           | 2:4             | CD Saprissa                | 0:3      | 2:1       |
| Brujas FC               | 0:5             | LD Alajuelense             | 0:1      | 0:4       |
| CS Herediano            | 4:4 (7:6 i. E.) | AD Municipal Pérez Zeledón | 3:0      | 1:4 n. V. |
| CS Cartaginés           | 0:2             | Puntarenas FC              | 0:1      | 0:1       |

#### Halbfinale
| Viertelfinalsieger 3/4     | Gesamt | Viertelfinalsieger 2/1 | Hinspiel | Rückspiel |
| -------------------------- | ------ | ---------------------- | -------- | --------- |
| AD Municipal Pérez Zeledón | 1:2    | LD Alajuelense         | 0:2      | 1:0       |
| Puntarenas FC              | 1:2    | CD Saprissa            | 1:0      | 0:2       |

#### Finale
| Halbfinalsieger 1 | Gesamt | Halbfinalsieger 2 | Hinspiel | Rückspiel |
| ----------------- | ------ | ----------------- | -------- | --------- |
| CD Saprissa       | 4:0    | LD Alajuelense    | 2:0      | 2:0       |

### Clausura

#### Gruppe A
| Pl.             | Verein               | Sp. | S | U | N  | Tore  | Diff. | Punkte |
| --------------- | -------------------- | --- | - | - | -- | ----- | ----- | ------ |
| 01              | CD Saprissa (M)      | 16  | 9 | 5 | 2  | 28:12 | 16    | 32     |
| 02              | Puntarenas FC        | 16  | 8 | 5 | 3  | 23:16 | 7     | 29     |
| 03              | CS Herediano         | 16  | 7 | 5 | 4  | 22:12 | 10    | 26     |
| 04              | AD San Carlos (N)    | 16  | 4 | 4 | 8  | 19:29 | −10   | 16     |
| 05              | AD Municipal Liberia | 16  | 3 | 5 | 8  | 14:22 | −8    | 14     |
| 06              | AD Santacruceña      | 16  | 2 | 4 | 10 | 13:28 | −15   | 10     |
| Stand: Endstand |                      |     |   |   |    |       |       |        |

#### Gruppe B
| Pl.             | Verein                     | Sp. | S | U | N  | Tore  | Diff. | Punkte |
| --------------- | -------------------------- | --- | - | - | -- | ----- | ----- | ------ |
| 01              | LD Alajuelense             | 16  | 8 | 6 | 2  | 22:14 | 8     | 30     |
| 02              | CS Cartaginés              | 16  | 7 | 4 | 5  | 14:14 | 0     | 25     |
| 03              | AD Municipal Pérez Zeledón | 16  | 6 | 6 | 4  | 21:17 | 4     | 24     |
| 04              | Brujas FC                  | 16  | 6 | 5 | 5  | 18:16 | −2    | 23     |
| 05              | AD Santos de Guápiles      | 16  | 6 | 3 | 7  | 24:20 | 4     | 21     |
| 06              | AD Carmelita               | 16  | 3 | 2 | 11 | 15:33 | −18   | 11     |
| Stand: Endstand |                            |     |   |   |    |       |       |        |

#### Viertelfinale
| Gruppenvierter/-dritter    | Gesamt | Gruppenerster/-zweiter | Hinspiel | Rückspiel |
| -------------------------- | ------ | ---------------------- | -------- | --------- |
| AD San Carlos              | 0:4    | LD Alajuelense         | 0:3      | 0:1       |
| Brujas FC                  | 0:1    | CD Saprissa            | 0:0      | 0:1       |
| CS Herediano               | 4:3    | CS Cartaginés          | 4:3      | 0:0       |
| AD Municipal Pérez Zeledón | 0:2    | Puntarenas FC          | 0:0      | 0:2       |

#### Halbfinale
| Viertelfinalsieger 3/4 | Gesamt       | Viertelfinalsieger 2/1 | Hinspiel | Rückspiel |
| ---------------------- | ------------ | ---------------------- | -------- | --------- |
| CS Herediano           | 2:22:4 i. E. | CD Saprissa            | 2:0      | 0:2 n. V. |
| Puntarenas FC          | 2:3          | LD Alajuelense         | 2:2      | 0:1       |

#### Finale
| Halbfinalsieger 1 | Gesamt | Halbfinalsieger 2 | Hinspiel | Rückspiel |
| ----------------- | ------ | ----------------- | -------- | --------- |
| LD Alajuelense    | 3:4    | CD Saprissa       | 1:1      | 2:3       |

### Meisterschaftsfinale
| Sieger Apertura | Gesamt | Sieger Clausura | Hinspiel | Rückspiel |
| --------------- | ------ | --------------- | -------- | --------- |
| CD Saprissa     | *      | CD Saprissa     |          |           |

| * | kein Spiel, da Saprissa beide Runden gewonnen hat |

### Gesamttabelle
| Pl.             | Verein                     | Sp. | S  | U  | N  | Tore  | Diff. | Punkte |
| --------------- | -------------------------- | --- | -- | -- | -- | ----- | ----- | ------ |
| 01              | LD Alajuelense             | 32  | 18 | 8  | 6  | 50:29 | 21    | 62     |
| 02              | CD Saprissa (M)            | 32  | 17 | 10 | 5  | 57:29 | 28    | 61     |
| 03              | Puntarenas FC              | 32  | 16 | 8  | 8  | 52:35 | 17    | 56     |
| 04              | AD Municipal Pérez Zeledón | 32  | 14 | 10 | 8  | 41:32 | 9     | 52     |
| 05              | CS Herediano               | 32  | 13 | 10 | 9  | 43:24 | 19    | 49     |
| 06              | CS Cartaginés              | 32  | 14 | 7  | 11 | 36:39 | −3    | 49     |
| 07              | Brujas FC*                 | 32  | 14 | 9  | 9  | 38:29 | −9    | 46     |
| 08              | AD Santos de Guápiles      | 32  | 10 | 8  | 14 | 39:42 | −3    | 38     |
| 09              | AD San Carlos (N)          | 32  | 9  | 9  | 14 | 36:49 | −13   | 36     |
| 10              | AD Carmelita               | 32  | 7  | 8  | 17 | 36:53 | −17   | 29     |
| 11              | AD Municipal Liberia       | 32  | 6  | 8  | 18 | 29:60 | −31   | 26     |
| 12              | AD Santacruceña            | 32  | 3  | 7  | 22 | 22:58 | −36   | 16     |
| Stand: Endstand |                            |     |    |    |    |       |       |        |

| * | Punktabzug aus der Apertura inklusive. |